# Solo: O poveste Star Wars
Solo: O poveste Star Wars (titlu original: Solo: A Star Wars Story) este un film american SF din 2018 regizat de Phil Lord, Christopher Miller și Ron Howard. Se concentrează asupra personajului Han Solo și are loc după evenimentele din filmul Rogue One (2016) dar înainte de cele din filmul original din 1977. Rolurile principale au fost interpretate de actorii Alden Ehrenreich ca Solo, alături de Woody Harrelson, Emilia Clarke, Donald Glover, Thandie Newton, Phoebe Waller-Bridge, Joonas Suotamo și Paul Bettany.

## Distribuție
- Alden Ehrenreich - Han Solo, un contrabandist cinic.[17][18]
- Woody Harrelson - Beckett, un criminal și mentorul lui Han Solo.[19][21]
- Emilia Clarke - Kira[22][28]
- Donald Glover - Lando Calrissian, un ticălos în creștere în lumea interlopă a galaxiei.[24]
- Thandie Newton[25]
- Phoebe Waller-Bridge[20]
- Joonas Suotamo - Chewbacca,  prietenul Wookie și secundul lui Han.[25]
- Paul Bettany - TBA. Michael K. Williams a fost inițial distribuit,[26] dar a fost eliminat din filmul final, după ce nu a putut să se reîntoarcă în timpul filmărilor.[27] Bettany a fost distribuit în locul lui, personajul fiind refăcut de la un extraterestru prin captură de mișcare, la un om.[29]

## Producție
Filmările au început în ianuarie 2017.  